# Триба Стародавнього Риму
Триба (лат. tribus, від tribuo — ділити, наділяти, присвячувати) — термін з історії Стародавнього Риму, який вживався у двох значеннях:
1. Плем'я — згідно з римською традицією, найдавніше населення Риму поділялось на три триби: Рамні (Латини), Тіції (Сабіни) і Луцеріі (Етруски). Спочатку в кожну трибу входило 100, потім — 300 родів. Ці три триби і склали римський народ.
2. Територіальний і виборчий округ, який мав один голос у трибутних коміціях. Введення територіальних триб приписується царю Сервію Тулію (VI століття до н. е.), який розділив римську територію на 4 міських і 17 сільських триби. Згодом у процесі завоювання Римом Італії число їх зросло до 35 (до 241 до н. е.).

## Список 35 римських триб
Виділено 4 міських триба
- Aem(ilia)
- Ani(ensis), заснована у 300 до н. е.[2]
- Arn(ensis), заснована у 389 до н. е.[3]
- Cam(ilia)
- Cla(udia)
- Clu(stumina)
- Col(lina)
- Cor(nelia)
- Esq(uilina)
- Fab(ia)
- Fal(erna), заснована у 318 до н. е.[4]
- Gal(eria)
- Hor(atia)
- Lem(onia)
- Maec(ia), заснована у 333 до н. е.[5]
- Men(enia)
- Ouf(entina), заснована у 318 до н. е.[4]
- Pal(atina)
- Pap(iria)
- Pob(lilia), заснована у 358 до н. е.[6]
- Pol(lia)
- Pom(ptina), заснована у 358 до н. е.[6]
- Pup(inia)
- Quir(ina)
- Rom(ilia)
- Sab(atina), заснована у 389 до н. е.[3]
- Scap(tia), заснона у 333 до н. е.[5]
- Ser(gia)
- Stel(latina), заснована у 389 до н. е.[3]
- Suc(cusana) чи Sub(urana)
- Ter(etina), заснована у  300 до н. е.[2]
- Tro(mentina), заснована у 389 до н. е.[3]
- Vel(ina)
- Vol(tinia)
- Vot(uria).